# Serart
 Ovo je glavno značenje pojma Serart. Za istoimeni album ovog sastava pogledajte Serart (album).
Serart (armenski: Սերարտ) je sastav kojeg čine Serj Tankian, pjevač metal sastava System of a Down i instrumentalist Arto Tunçboyacıyan. Ime sastava je kombinacija njihovih imena ("Ser-" i "-art").
Sviraju eksperimentalni rock uz mješavinu armenske narodne glazbe. Do sada su snimili jedan album, objavljen 2003. i nazvan jednostavno nazvan Serart. Arto Tunçboyacıyan je 2008. izjavio da planiraju snimanje sljedećeg albuma.

## Diskografija
- 2008. - Serart

## Članovi sastava
- Serj Tankian - vokal, udaraljke, dodatni instrumenti
- Arto Tunçboyacıyan - vokal, udaraljke, dodatni instrumenti

## Vanjske poveznice
- Službena stranica  Arhivirana inačica izvorne stranice od 1. prosinca 2008. (Wayback Machine)